# 더리치 세종의 아침
더리치 세종의 아침(영어: The Rich Sejong's Morning)은 세종특별자치시 나성동에 위치한 상업시설이다.

## 위치
- 세종특별자치시 2-4 생활권 CB-4-1,2BL

## 같이 보기
- 세종특별자치시의 상업시설 목록